# Quiçama-Nationalpark
Der Quiçama-Nationalpark (auch Kissama-Nationalpark) befindet sich in der Provinz Icolo e Bengo 70 km südlich von Luanda in Angola. Er hat eine Fläche von 9600 km² und wird von den Flüssen Cuanza im Norden und Longa im Süden sowie dem Atlantik im Westen begrenzt. Er ist der tierreichste und am leichtesten zugängliche angolanische Nationalpark.

## Geschichte
Der Park wurde am 16. April 1938 als Jagdreservat gegründet und 1957 vom portugiesischen Überseeministerium in einen Nationalpark umgewandelt. Vor dem Beginn des Bürgerkriegs in Angola (1975–2002) gab es im Park 3000 Rotbüffel, 800 Elefanten, unzählige Pferdeantilopen und andere Tierarten. Während des Konflikts wurde der Nationalpark von Menschen aus der Umgebung invadiert und besetzt. Durch illegales Jagen wurde der Wildbestand  so stark dezimiert, dass die meisten großen Tierarten ausstarben.
Am 16. Dezember 2000 wurde der Nationalpark wiedereröffnet. In den Jahren 2001–2002 wurde mit der „Operation Noah's Ark“ eine der größten Relokalisierungsprojekte von Wildtieren der Geschichte durchgeführt. Mit russischen Iljuschin Il-76 Flugzeugen der angolanischen Streitkräfte wurden rund 100 Wildtiere in Kisten, darunter 35 Elefanten, 4 Giraffen, 12 Zebras, 12 Gnus, 12 Kudus, 12 Strauße und 8 Elenantilopen aus Botswana und Südafrika in das über 3000 km entfernte Cabo Ledo am Rand des Quiçama-Nationalparks geflogen. Finanziert wurde das Projekt nur durch Spenden. Direktor des Nationalparks von 2002 bis 2012 war der Südafrikaner Roland Goetz. Im Jahr 2014 wurde das Programm vom Umweltministerium wieder aufgenommen und weitere Tierarten eingeführt wie Nyala, Südafrikanische Kuhantilope, Wasserbock, Buntbock, Streifengnu, Oryxantilopen und Impalas. Allerdings hatte es Nyalas in Angola vorher noch gar nicht gegeben.

## Fauna und Flora
Seit der Rettungsaktion hat sich die Elefantenpopulation im Park vervierfacht. Die Zahl der Giraffen ist auf 44 gestiegen (Stand 2018). Neben den bereits genannten Tierarten sind Affen, Seekühe, Krokodile, Schildkröten und unzählige Vogelarten, darunter Flamingos und Pelikane sowie 14 endemische Arten anzutreffen.
Die vorherrschenden Pflanzen sind Akazien, Affenbrotbaum, Stinkbäume, Wolfsmilch sowie die endemische Tassmania camoneana.